# Helvey Ilka
Szentkirályi Albertné Helvey Ilka, Helvey Ilona (Arad, 1848. december 23. – Debrecen, 1919. február 17.) a Nemzeti Színház szoprán-énekesnője, Szentkirályi Albert felesége.

## Életútja
Helvey (1845-ig Schweitzer) Zsigmond és Schwab Laura leánya. Első fellépte 1868. augusztus 15-én volt Nemzeti Színházban a Hugenottákban, a királyné szerepében. »Megnyerő színpadi alak, tiszta szoprán hanggal, koloraturái máris tiszták és könnyen gördülékenyek s az előadása is sok művészi érzéket, melegséget tanúsította« — írja róla a Zenészeti Lapok 1868. augusztus 23-ai száma. Második fellépte a Mártha címszerepében volt. A Magyarország és a Nagyvilág szintén lelkesen dicsérte hatalmasan fejlett koloratúráját. 
1871. november 7-én Pesten, a Belvárosi Plébániatemplomban férjhez ment Szentkirályi Alberthez, esküvői tanúja Gyulai Pál akadémiai titkár volt. Ezután visszavonult, csak egy-egy jótékony célú műkedvelői előadáson működött közre. 1891. május 31-én megözvegyült. 
Lefordította Beckelt Dicsőség bajjal jár című vígjátékát. Testvérhúgai Helvey Irén és Helvey Laura színésznők.